# Varmina
Varmina é um gênero de traça pertencente à família Arctiidae.